# Jules Criqui
 (novembre 2021).
Si vous disposez d'ouvrages ou d'articles de référence ou si vous connaissez des sites web de qualité traitant du thème abordé ici, merci de compléter l'article en donnant les références utiles à sa vérifiabilité et en les liant à la section « Notes et références ».
Jules Criqui, né le 2 avril 1883 à Nancy, où il est mort le 2 avril 1951, est un architecte diplômé de l'École des beaux-arts de Nancy et de l'École nationale supérieure des beaux-arts de Paris.
Il exerça son art à Nancy entre 1912 et 1951, il fut aussi l'architecte de l'évêché de Nancy et de Toul. Jules Criqui a trouvé la mort en 1951 lors d'une visite de chantier ; il repose au cimetière de Préville.
Comme nombre d'architectes de l'entre-deux-guerres au service de l’Église, Jules Criqui mêle les vocabulaires stylistiques suivant une démarche relevant de l'éclectisme. Ainsi, ses édifices religieux associent des formes romanes ou gothiques avec la mode Art déco des années 1920-1930. Dans ses nombreuses réalisations domestiques (villas, hôtels particuliers, immeubles de rapport), c'est le vocabulaire pittoresque (demi-croupe, faux pans de bois, etc.) qui est associé à des détails Art déco (frise de dents de scie, fleurs géométrisées, etc.).
Il utilise massivement le béton armé pour réaliser les vastes espaces de ses édifices religieux (notamment les voûtes de l'Église Sainte-Thérèse-de-l'enfant-Jésus à Villers-lès-Nancy (1930-1934).

## Réalisations lorraines
Jules Criqui est principalement connu pour ses réalisations d'édifices religieux bien qu'il ait conçu plusieurs constructions civiles.

### Édifices religieux
Associé dès le début du siècle au chantier de l'église de Sacré-cœur rue de Laxou à Nancy, il commence véritablement son œuvre religieuse nancéienne en 1912 avec la basilique Notre-Dame-de-Lourdes de Nancy avenue du Général Leclerc. Le sommet de sa carrière est atteint avec la réalisation de deux édifices à Villers-lès-Nancy : le premier en 1930, l'église Sainte-Thérèse-de-l'enfant-Jésus  (laissée inachevée en 1934) et le deuxième, de 1934 à 1936, le Grand Séminaire de l'Asnée.
Il est aussi l'auteur d'autres édifices religieux dans d'autres villes et villages de l'évêché dont l'église Sainte-Jeanne-d'Arc à Lunéville, édifiée de 1911 à 1912, dans un style néo-médiéval influencé par l'art nouveau et annonçant l'Art déco ; l'église de Fey-en-Haye...
En tout, ce sont une vingtaine d'églises construites généralement à nef unique et à composition pyramidale, principalement situées dans la vallée de la Seille, dont il a également reconstruit deux villages (Chenicourt…).

### Monuments civils
Diverses constructions civiles sont l'œuvre de Jules Criqui disséminées dans l'agglomération nancéienne tels que les 16, 17, 20 rue de Verdun, le 24 boulevard Charles-V à Nancy.
Ce sont plus de vingt réalisations dont la plupart sont encore présentes dans le tissu urbain.